# Édouard Manet

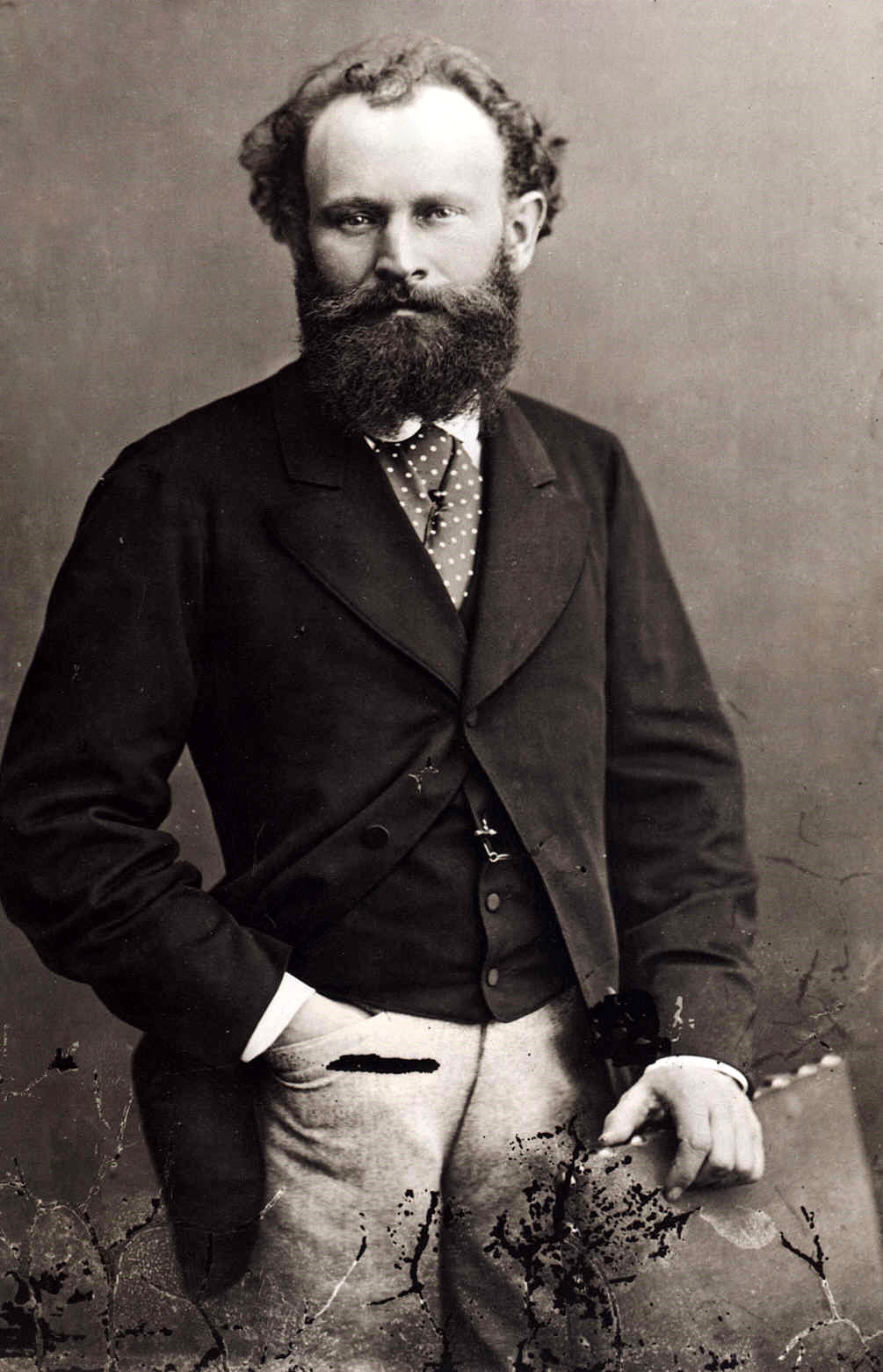
Édouard Manet, Foto von Félix Nadar (etwa 1867–1870)

Édouard Manet (* 23. Januar 1832 in Paris; † 30. April 1883 ebenda) war ein französischer Maler. Er gilt als einer der Wegbereiter der modernen Malerei.

## Leben

### Kindheit

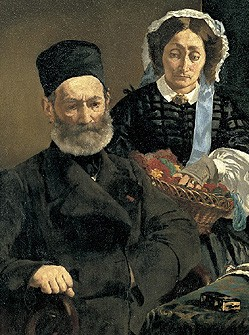
Bildnis der Eltern, 1860
Musée d’Orsay, Paris

Édouard Manet kam 1832 im Haus Nummer 5 in der Rue des Petits-Augustins (heute Rue Bonaparte) im Pariser Stadtviertel Saint-Germain-des-Prés zur Welt. Das Geburtshaus befindet sich direkt gegenüber der Académie des Beaux-Arts unweit des Louvre. Er entstammte einer bürgerlichen Familie mit republikanischer Gesinnung. Sein Vater, Auguste Manet, war Richter und arbeitete als Leiter der Personalabteilung im Justizministerium. Die Mutter Eugénie-Désirée Manet, geborene Fournier, war die Tochter eines französischen Diplomaten, der als Konsul in Göteborg arbeitete. Der schwedische König Karl XIII. war einer der Paten der Mutter. Eugénie-Désirée Manet tat sich bei Hauskonzerten als Sängerin hervor. Die Eltern verfügten über ererbten Grundbesitz in Gennevilliers, wo Manets Großvater Bürgermeister war. Das dortige Haus diente der Familie als Sommerwohnsitz und die verpachteten Ländereien ermöglichten einen gehobenen Lebensstil. Édouard Manets jüngere Brüder waren der 1833 geborene Eugène und der 1835 geborene Gustave. Der Onkel Edmond-Édouard Fournier begleite Édouard Manet und seinen Bruder Eugène wiederholt in den Louvre, um die dortigen Kunstwerke zu besichtigen.
Von 1838 bis 1844 besuchte Manet die von Abbé Poiloup geleitete Institutsschule in Vaugirard. Anschließend wechselte er ans angesehene Collège Rollin (das heutige Lycée Jacques Decour), wo er 1848 seine schulische Ausbildung beendete. Dort lernte er den späteren Journalisten und Politiker Antonin Proust kennen, mit dem ihn eine lebenslange Freundschaft verband. Manet fiel während der Schulzeit durch schlechtes Betragen und ungenügende Leistungen auf. Bei seinen Mitschülern war Manet beliebt, da er von ihnen und den Lehrern Karikaturen zeichnete. Manets Onkel Fournier erkannte das Zeichentalent des Schülers und bezahlte ihm fakultativen Zeichenunterricht am Collège Rollin. Manet fertigte in diesen Jahren im Louvre erste Zeichnungen nach Alten Meistern an und zeichnete bei Ausflügen nach Vincennes auch in der freien Natur.

### Die Reise nach Brasilien

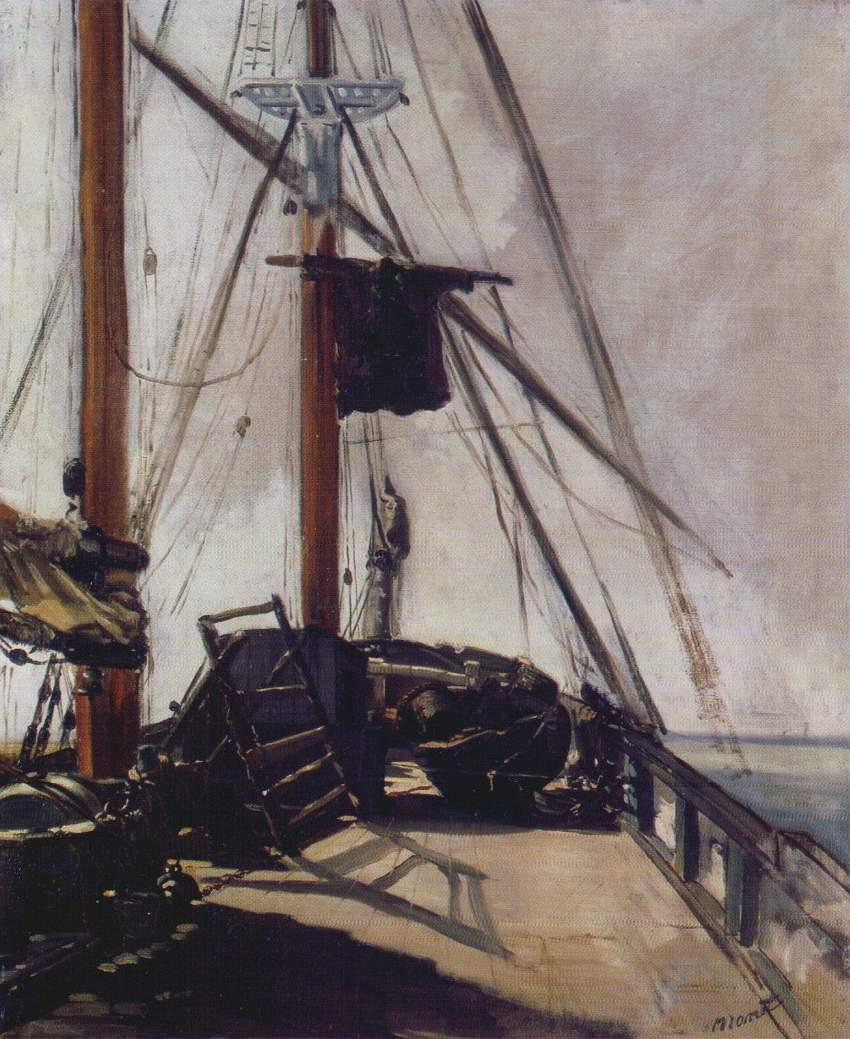
Schiffsdeck, um 1868
National Gallery of Victoria, Melbourne

Nach Beendigung des Collège Rollin strebte Manet eine Laufbahn als Marineoffizier an. Seine Eltern stimmten dieser Idee zu, da der Wunsch des Vaters, sein ältester Sohn möge ebenfalls eine juristische Laufbahn einschlagen, durch die schlechten schulischen Leistungen ausschied. Bei der Aufnahmeprüfung zur Marineschule (École Navale) bei Brest Ende Juli 1848 fiel Manet jedoch durch. Zur Vorbereitung auf eine Wiederholungsprüfung im Folgejahr schiffte sich Manet am 9. Dezember 1848 auf dem Schulschiff Le Havre et Guadeloupe ein, mit dem er zu einer sechsmonatigen Reise nach Brasilien aufbrach. Von dieser Reise sind zahlreiche Briefe Manets an Verwandte erhalten, in denen er von den Erlebnissen der Seereise, vom Karneval in Rio de Janeiro und der Schönheit sowie dem exotischen Reiz der brasilianischen Frauen berichtete. Andererseits warf der sechzehnjährige Manet einen kritischen Blick auf die Sklaverei und äußerte sich besorgt über eine mögliche Wiedereinführung der Monarchie in Frankreich. Während seiner Zeit an Bord des Schiffes zeichnete Manet wiederum Karikaturen, die aber, ebenso wie jene aus der Schulzeit, nicht erhalten sind. Zurück in Paris fiel Manet im Juli 1849 erneut bei der Aufnahmeprüfung zur Marineschule durch. Daraufhin stimmte seine Familie einer Künstlerkarriere zu. Trotzdem besteht sein späteres malerisches Werk zu etwa einem Zehntel aus Meeresansichten, wobei die Reise nach Brasilien sicher eine inspirierende Rolle spielte.

### Ausbildung im Atelier von Thomas Couture

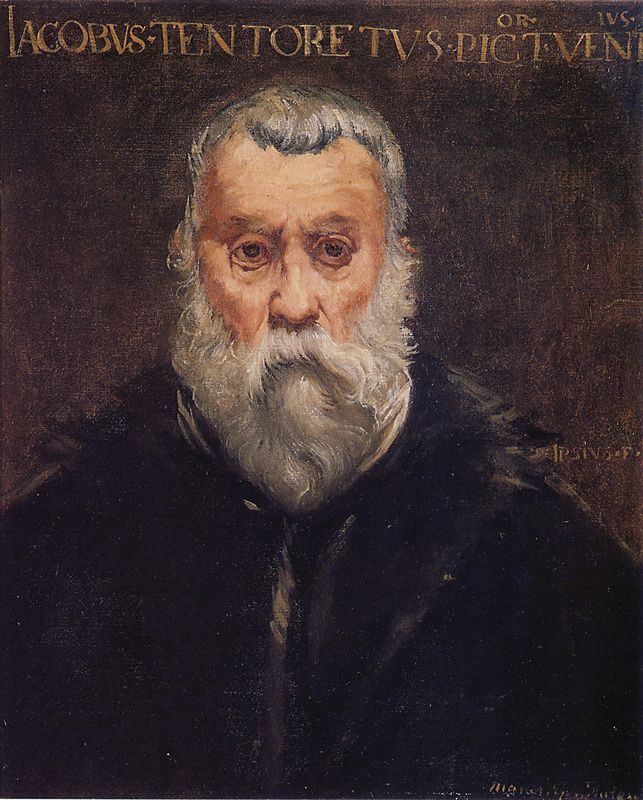
Selbstbildnis des Tintoretto, Manets Kopie von 1854
Musée des Beaux Arts, Dijon

Nach seiner Rückkehr aus Brasilien konnte Manet seinen Vater davon überzeugen, einer Ausbildung zum Maler zuzustimmen. Schwieriger gestaltete sich die Wahl des Ausbildungsortes, da Manets Vater die klassische Ausbildung an der Académie des Beaux-Arts, Manet selbst eine Atelierklasse bei einem Künstler bevorzugte. Die beiden einigten sich schließlich auf das Atelier von Thomas Couture, der mit seinem Gemälde Die Römer der Verfallszeit im Pariser Salon von 1847 einen triumphalen Erfolg gefeiert hatte. Couture galt seinerzeit als fortschrittlicher Künstler, den zahlreiche junge Maler bewunderten. 1850 begann Édouard Manet hier seine Ausbildung, die vor allem in der Arbeit vor lebenden Modellen bestand. In der Malklasse befanden sich meist 25 bis 30 Schüler, die nicht nur aus Frankreich, sondern auch aus Deutschland und den USA stammten. Die deutschen Maler Anselm Feuerbach und Victor Müller waren zeitgleich mit Manet im Atelier Coutures, und auch Manets Schulfreund Antonin Proust besuchte den Unterricht. Manet bewunderte zunächst die Fähigkeiten Coutures, der zweimal wöchentlich seine Schüler besuchte, um die Fortschritte zu begutachten. Nach etwa einem halben Jahr begann Manet jedoch die unnatürliche Haltung der Modelle und die Lehrmethoden Coutures zu kritisieren, was zu erheblichen und dauerhaften Konflikten führte. Manet besuchte daher zusätzlich nachmittags die Académie Suisse, um frei von Konventionen zu arbeiten. Darüber hinaus kopierte er Gemälde im Louvre. Hiervon sind Die Madonna mit dem Kaninchen und Jupiter und Antiope von Tizian und das Selbstbildnis von Jacopo Tintoretto erhalten. In der Zeit der Ausbildung unternahm Manet einige Studienreisen. So reiste er mit Couture und seinen Schülern 1853 an die Küste der Normandie, um in der freien Natur zu malen. Manets Vater finanzierte zudem einige Auslandsreisen. 1852 besuchte Manet das Rijksmuseum in Amsterdam, und 1853 folgen die Museen von Kassel, Dresden, Prag, Wien und München. Im Herbst 1853 bereiste Manet zusammen mit seinem Bruder Eugène Venedig, Rom und Florenz, wo er Tizians Venus von Urbino und das Bildnis eines jungen Mannes von Filippino Lippi kopierte. 1854 ging er zusammen mit Antonin Proust zu Eugène Delacroix, um von ihm die Erlaubnis zu erhalten, dessen Dantebarke kopieren zu dürfen. Nach diesem Vorbild entstanden zwei Ölbilder Manets. Trotz des schwierigen Verhältnisses zwischen Couture und Manet blieb dieser sechs Jahre in der Atelierklasse, bevor er sich 1856 von ihm trennte und zusammen mit dem befreundeten Tiermaler Albert de Balleroy ein erstes eigenes Atelier bezog.

### Erste Jahre in der Rue Lavoisier

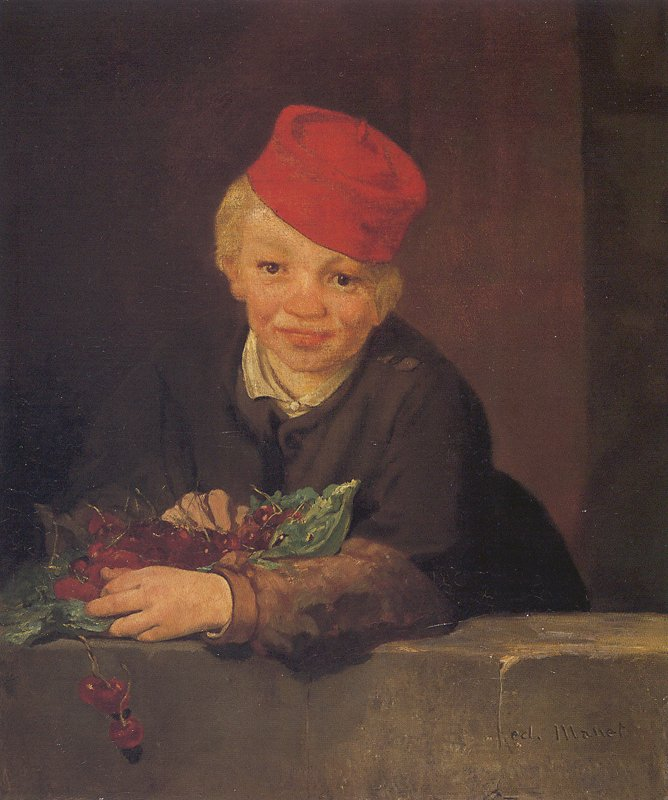
Knabe mit Kirschen, 1859
Museu Calouste Gulbenkian, Lissabon

Über Manets Schaffen bis 1859, der Zeit, in der die Ateliergemeinschaft mit Balleroy in der Rue Lavoisier bestand, ist nur wenig bekannt. Ein Grund hierfür ist, dass es kaum Aufzeichnungen von Manet oder seinen Zeitgenossen zur Entstehung der frühen Arbeiten gibt. Erschwert wird die zeitliche Zuordnung der frühen Gemälde zudem durch Manets Arbeitsweise, bei der er seine Werke über Jahre hinweg immer wieder überarbeitete. Darüber hinaus hat Manet später einen Teil seiner frühen Bilder vernichtet.
Die erhaltenen Bilder der ersten Jahre lassen noch keinen eigenen Stil des Künstlers erkennen. So kopierte er, wie zur Lehrzeit bei Couture, Gemälde Alter Meister. Hierunter befinden sich Arbeiten nach holländischen Vorbildern wie Die Anatomie des Dr. Tulp von Rembrandt van Rijn oder Der Raucher von Joos van Craesbeeck ebenso wie Motive italienischer Künstler. Bei einer erneuten Reise nach Florenz 1857 zeichnete Manet Skizzen der Madonna del Sacco nach Fresken von Andrea del Sarto in der Basilica della Santissima Annunziata. Andere religiöse Themen der ersten Jahre sind verschiedene Ölskizzen mit Darstellungen Christi und ein nicht fertiggestelltes Gemälde Die Auffindung des Moses, von dem heute nur eine Studie existiert. Der ursprüngliche Gemäldeentwurf wurde von Manet später zerschnitten und die Partie mit der weiblichen Figur zum Gemälde Die überraschte Nymphe überarbeitet.
Zu den Freunden, die Manet in den späten 1850ern kennenlernte, gehörten die Maler Edgar Degas und Henri Fantin-Latour, der Manet später mehrere Male porträtierte. Auch mit dem Dichter Charles Baudelaire freundete sich Manet in dieser Zeit an. Dessen Lyrikzyklus Les Fleurs du Mal regte Manet zu seinem ersten eigenständigen Gemälde Der Absinthtrinker an. Baudelaire wiederum verfasste sein Gedicht La Corde, nachdem sich Manets Gehilfe im Atelier erhängt hatte. Dieser Junge war zuvor von Manet im Bild Knabe mit Kirschen porträtiert worden. Nach diesem Vorfall zog Manet in ein eigenes Atelier in der Rue de la Victoire.

### Premiere im Salon

Der Absinthtrinker, 1858–72
Ny Carlsberg Glyptotek, Kopenhagen

Der 1859 zunächst noch zweijährlich stattfindende Salon de Paris stellte für bildende Künstler die wichtigste Möglichkeit dar, offizielle Anerkennung, Beachtung in der Presse und potentielle Käufer zu finden. Manet wählte für seine Premiere im Salon das 1858 begonnene Gemälde Der Absinthtrinker aus. Diese lebensgroße Darstellung eines Pariser Lumpensammlers hatte eine reale Person als Vorbild. Malerisch orientierte sich Manet am Werk des von ihm bewunderten Spaniers Diego Velázquez. Die Salonjury lehnte das Gemälde jedoch ab. Lediglich das Jurymitglied Eugène Delacroix sprach sich für Manets Werk aus. Manet vermutete hinter der Ablehnung der Jury eine Intrige seines ehemaligen Lehrers Thomas Couture, mit dem er sich daraufhin endgültig entzweite.

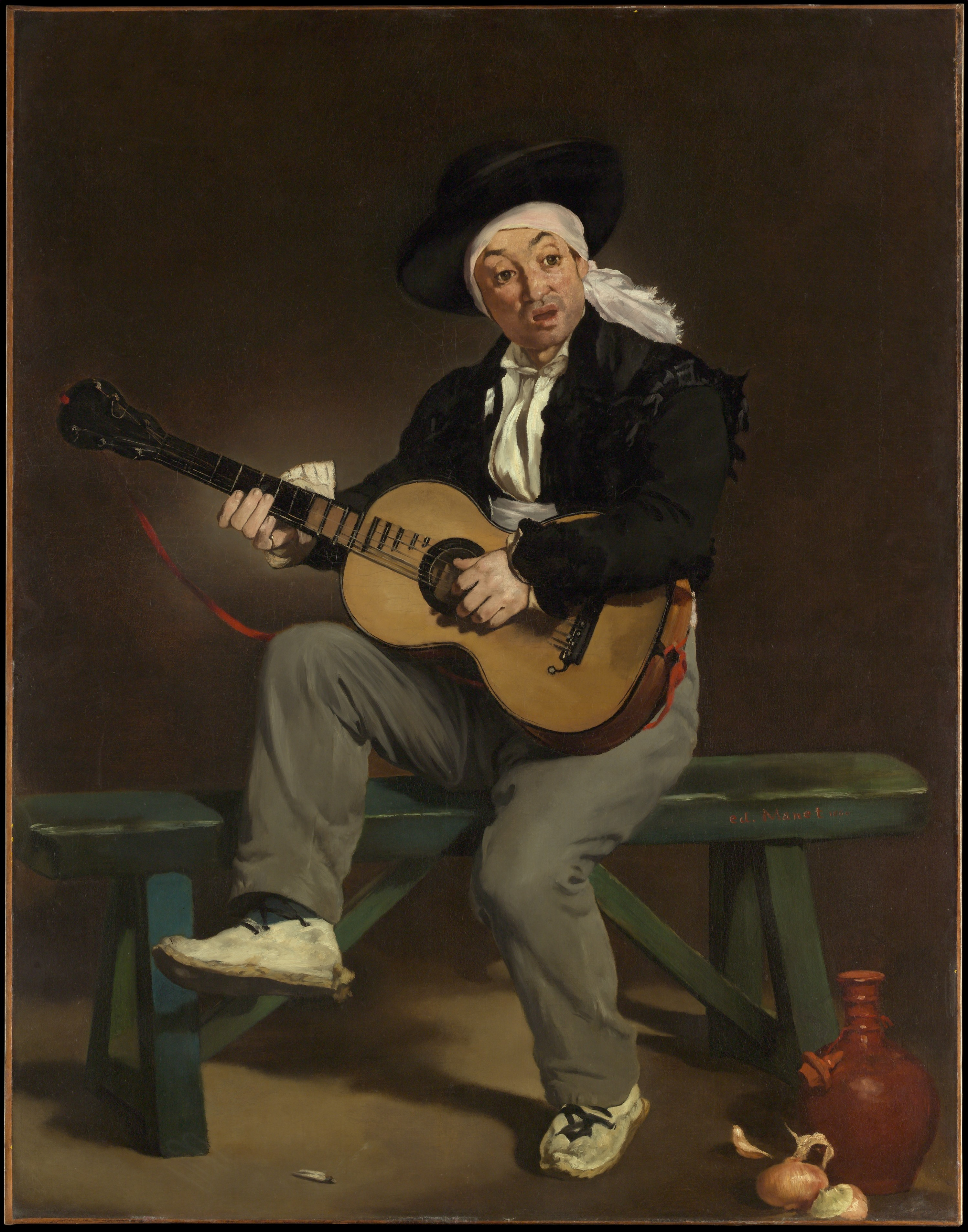
Der spanische Sänger, 1860
Metropolitan Museum of Art, New York

Zum nachfolgenden Salon 1861 reichte Manet zwei Gemälde ein, die beide von der Jury angenommen wurden. Das Bildnis der Eltern, in der Tradition eines Realismus von Louis Le Nain stehend, hatte vermutlich niederländische Porträts des 17. Jahrhunderts – etwa von Rembrandt oder Frans Hals – zum Vorbild. Obschon sich die porträtierten Eltern mit dem Gemälde zufrieden zeigten, erhielt das Gemälde im Salon keine positiven Kritiken.
Beim zweiten Gemälde Manets für den Salon von 1861 handelte es sich um das Werk Guitarrero (oder Der spanische Sänger). Nach dem Misserfolg mit dem Pariser Sujet des Absinthtrinkers hoffte Manet mit einem der damaligen Spanienmode entsprechenden Motiv auf Anerkennung im Salon. Die ebenfalls von Diego Velázquez beeinflusste Darstellung eines singenden Gitarrenspielers galt zwar einigen Kritikern als übertriebener Realismus, wurde aber von anerkannten Malern wie Delacroix und Jean-Auguste-Dominique Ingres bewundert. Der Kunstkritiker Théophile Gautier hob sowohl den kühnen Pinselstrich, als auch die naturgetreuen Farben des Bildes hervor. Zum Ende des Salon erhielt Manet zudem von der Salonjury als Anerkennung eine ehrenvolle Erwähnung. Durch den Erfolg dieses Gemäldes bedingt, sammelte sich um Manet rasch eine Gruppe junger Maler, zu denen Henri Fantin-Latour, Felix Bracquemond, Emile Auguste Carolus-Duran und Alphonse Legros gehörten und die Manet bald als ihren Anführer betrachteten. Zu diesem Umfeld gehörten zudem die Schriftsteller Charles Baudelaire, Jules Champfleury und Édmond Duranty.

### Suzanne und Léon Leenhoff

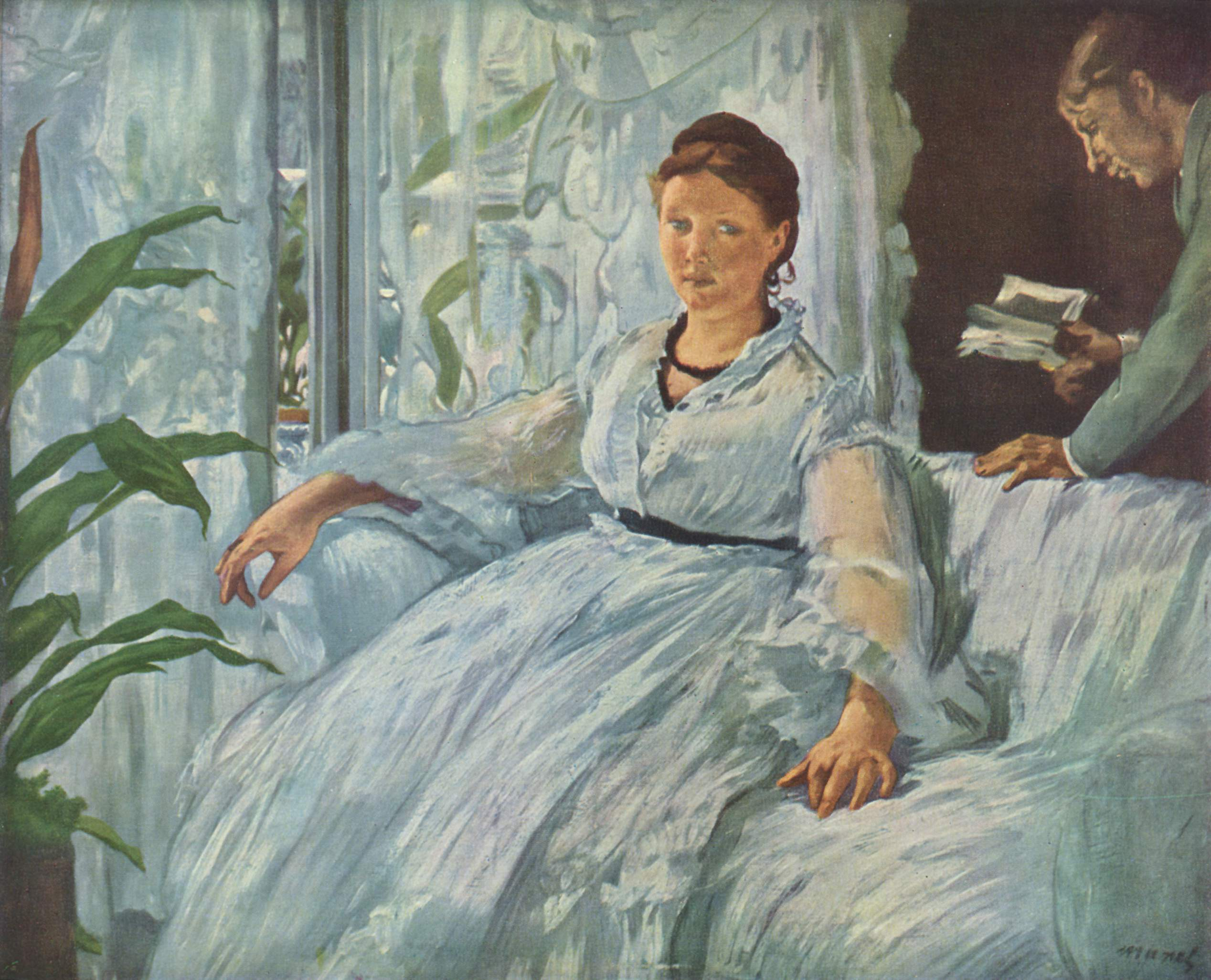
Suzanne Manet und Léon in
Die Lektüre, 1865–73
Musée d’Orsay, Paris

1860 verließ Manet sein Elternhaus und bezog zusammen mit der zwei Jahre älteren niederländischen Pianistin Suzanne Leenhoff und ihrem Sohn Léon eine erste eigene Wohnung im Stadtteil Batignolles. Kennengelernt hatte er Suzanne bereits 1849, als diese seinen jüngeren Brüdern Klavierunterricht erteilte. Unklar ist, wer der Vater des 1852 geborenen Léon war, den Suzanne in Paris als ihren jüngeren Bruder ausgab. Manets Reise in die Niederlande 1852 fiel mit der Geburt Léons zusammen. Viele Autoren haben eine Vaterschaft Édouard Manets angenommen, der allerdings offiziell nur als der Patenonkel des Kindes fungierte. Neuere Forschungen vermuten hingegen eine Vaterschaft von Auguste Manet, wodurch Léon ein Halbbruder Édouard Manets gewesen wäre. Manet, der die Beziehung zu Suzanne vor seinen Freunden vorläufig verheimlichte, heiratete die Niederländerin erst 1863, nachdem im Vorjahr sein Vater gestorben war. Sowohl Léon wie auch Manets Mutter lebten bis zu Manets Tod im gemeinsamen Haushalt von Édouard und Suzanne Manet. Die beiden Frauen des Haushalts führten gemeinsam einen wöchentlichen Literarischen Salon, zu denen Gäste wie Degas, Fantin-Latour, Bracquemond und Duranty erschienen. Auch die Maler Alfred Stevens und Frédéric Bazille, der Komponist Emmanuel Chabrier sowie der Schriftsteller Zacharie Astruc gehörten zu den Besuchern im Hause Manet. Besonders in den 1860er Jahren fertigte Manet zahlreiche Bildnisse von Suzanne an und ihr Sohn Léon Leenhoff war von allen Familienmitgliedern der von Manet am häufigsten Porträtierte.

### Der Flaneur

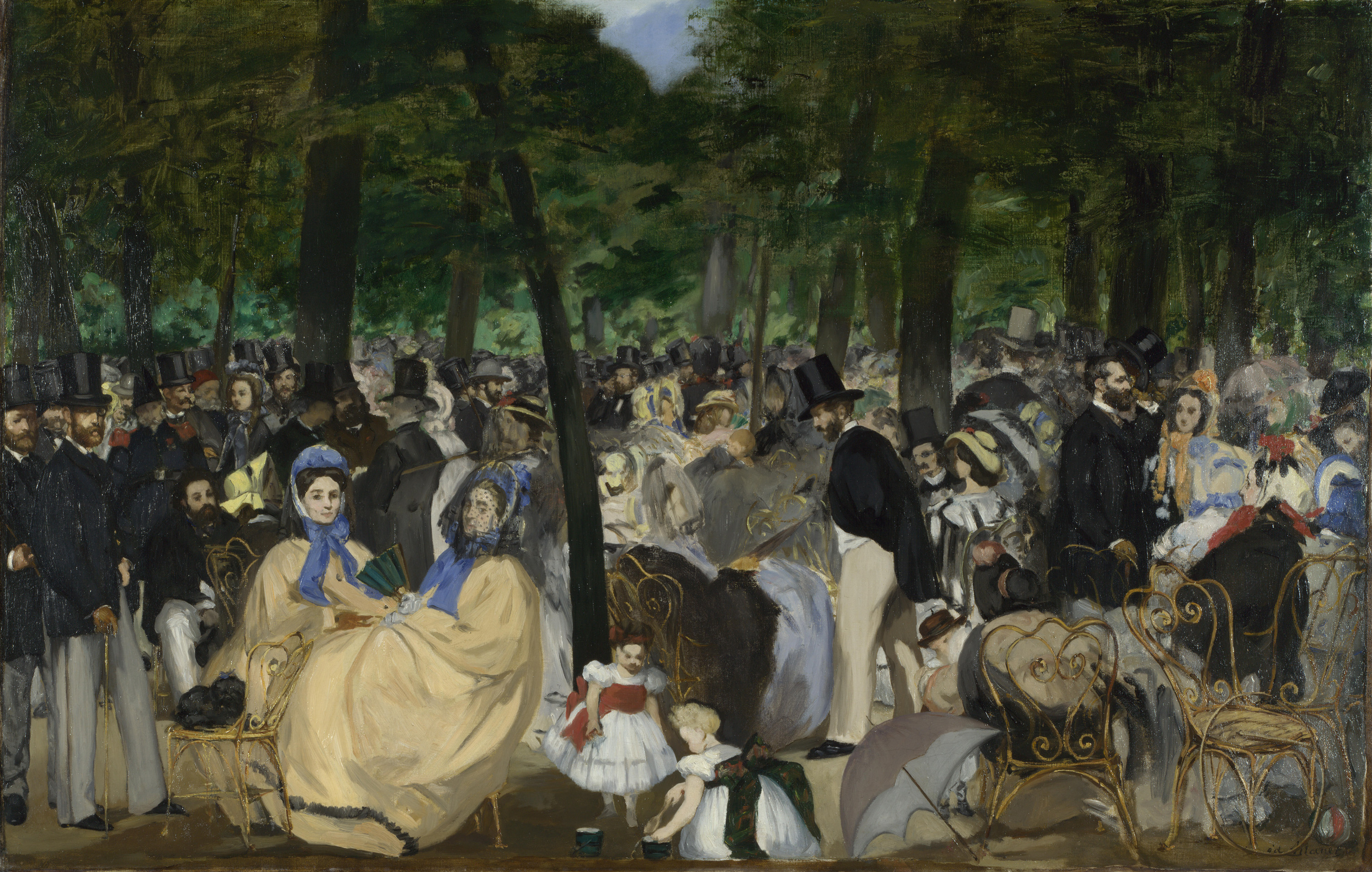
Musik im Tuileriengarten, 1862
National Gallery, London und
Dublin City Gallery The Hugh Lane

Anders als die meisten seiner späteren impressionistischen Malerkollegen war Manet sein Leben lang ein überzeugter Stadtbewohner und verließ Paris selten und ungern, außer zu Studienaufenthalten im Ausland oder in den Sommerferien. Manet lebte nicht zurückgezogen in seinem Maleratelier, sondern flanierte – elegant mit Zylinder und Handschuhen in der Art eines Dandys bekleidet – täglich durch die Straßen seiner Geburtsstadt und besuchte regelmäßig Restaurants, Cafés und Varietés, in denen er mit progressiven Malern, Schriftstellern und Politikern zusammentraf. Zu diesen Künstlerlokalen gehörten zunächst das Café Guerbois, das Café de Bade und das Café Tortoni, in den 1870ern folgten das Café de la Nouvelle Athènes, die Brasserie Reichshoffen und die Folies Bergère. Im Jahre 1862 entstandenen Gruppenporträt Musik im Tuileriengarten stellte sich Manet zusammen mit den Malern Albert de Balleroy und Henri Fantin-Latour, den Schriftstellern Zacharie Astruc, Théophile Gautier und Charles Baudelaire sowie dem Komponisten Jacques Offenbach als Teil der bürgerlichen Pariser Gesellschaft dar. Musik im Tuileriengarten gehört zu Manets frühesten Bildern, in denen er la vie moderne – das moderne Leben – thematisierte. Damit folgte er einem Aufruf, den Baudelaire 1859 an die Künstler gerichtet hatte. Darstellungen der vie moderne wurden in den späteren Schaffensjahren für Manets Werk charakteristisch. Im eine Dekade später entstandenen Werk Maskenball in der Oper wiederholte Manet das Sujet eines Gruppenporträts mit Freunden, verlegte das Geschehen jedoch in einen Innenraum.
1862 ist auch das Jahr, in dem Manet – angeregt durch den Herausgeber Alfred Cadart und den Fotografen Félix Chevalier – zusammen mit Bracquemond, Fantin-Latour, Alphonse Legros, Johan Barthold Jongkind und Augustin Théodule Ribot die
Societé des Aquafortistes begründete. Diese Künstlervereinigung hatte sich die Förderung der Radierkunst zum Ziel gesetzt. Manet fertigte vor allem in den 1860er Jahren zahlreiche Radierungen nach seinen Gemälden an, von denen einige veröffentlicht wurden.

### Spanienmode im 19. Jahrhundert

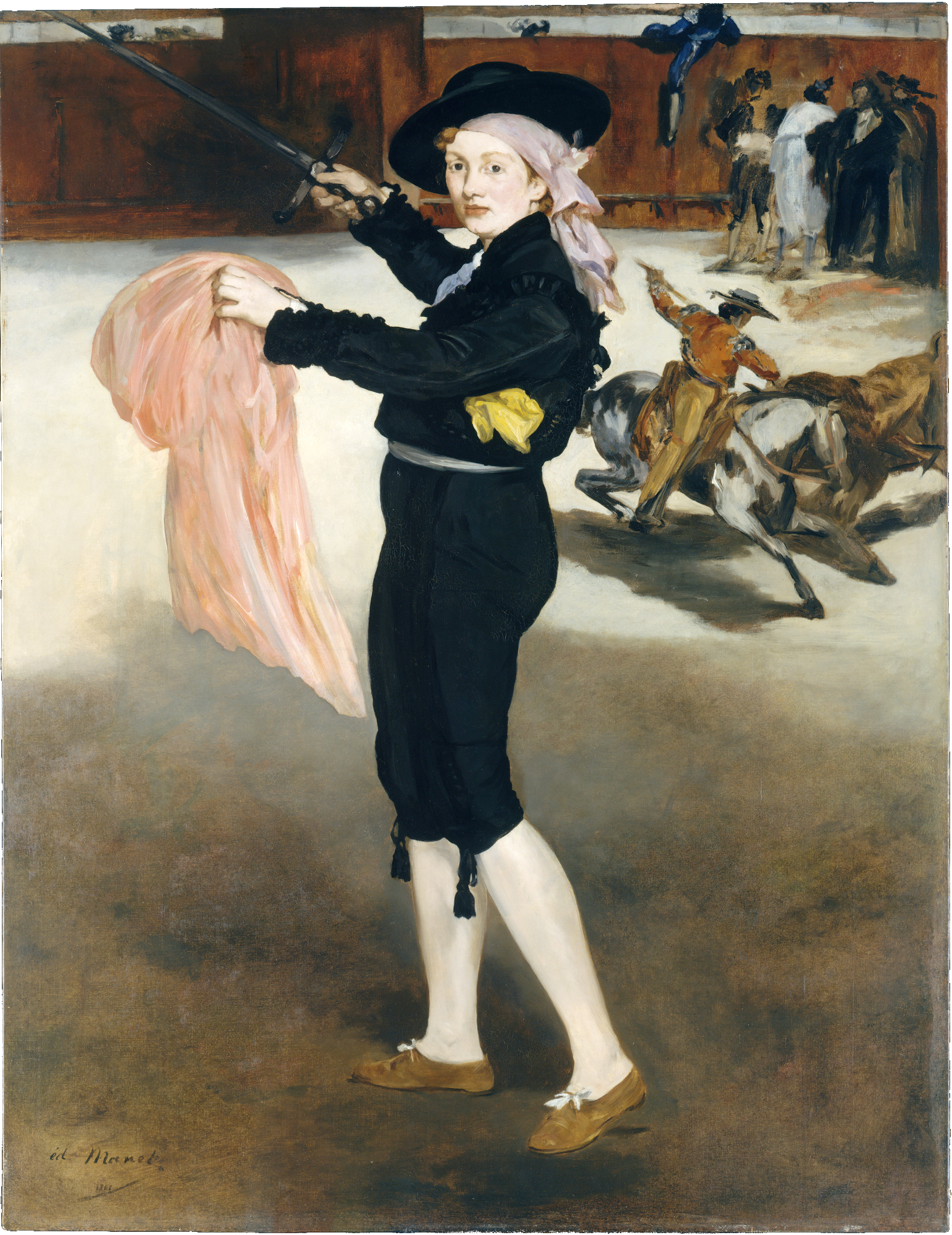
Mademoiselle V... im Kostüm einer Stierkämpferin, 1862
Metropolitan Museum of Art, New York

Spanische Malerei fand vor dem 19. Jahrhundert nahezu keine Beachtung in Frankreich, dessen Künstler sich überwiegend an der italienischen Kunst orientierten. Dies änderte sich Anfang des Jahrhunderts, als im Zuge der Napoleonischen Kriege spanische Kunstwerke als Beutekunst vorübergehend in den Louvre gelangten. Dreißig Jahre später zeigte sich der Bürgerkönig Louis-Philippe der Kunst Spaniens in besonderem Maße zugetan, dessen Sammlung spanischer Malerei von 1838 bis 1848 als Galerie Espagnole im Louvre ausgestellt war. Als Heranwachsender muss auch Édouard Manet diese Sammlung bei seinen Besuchen des Louvre gesehen haben. Zu einer regelrechten Spanienmode kam es seit den 1850er Jahren, nachdem Napoleon III. die aus Spanien stammende Eugénie de Montijo geheiratet hatte. Einen Höhepunkt dieser Spanienmode stellten Anfang der 1860er Jahre die Gastspiele einer Tänzertruppe des Teatro Real de Madrid dar, dessen Vorstellungen das Publikum – wozu auch Édouard Manet gehörte – begeistert aufnahm.

Lola de Valence, 1862
Musée d’Orsay, Paris

Durch den Erfolg mit dem spanischen Sänger im Salon von 1861 motiviert und durch die allgemeine Begeisterung für alles Spanische beeinflusst, wandte sich Manet verstärkt spanischen Motiven zu. Seine Mademoiselle V... im Kostüm einer Stierkämpferin von 1862 zeigt jedoch keine echte Spanierin, sondern Manets bevorzugtes Modell der 1860er Jahre – die Französin Victorine Meurent – in einem Phantasiekostum, das spanisch wirken sollte. Original spanische Kleidung hingegen trug Manets Bruder Gustave, als er ihn 1863 in Junger Mann im Majo-Kostüm porträtierte. Spanische Modelle fand Manet in der Tänzertruppe des Teatro Real, die er in Das spanische Ballett als Gruppe porträtierte. Darüber hinaus fertigte er von den Solisten Mariano Camprubi und der als Lola de Valence bekannten Lola Melea Einzelporträts an. Manet malte Lola de Valence, die Baudelaire als eine „Schönheit düsteren und zugleich lebendigen Charakters“ beschrieb, nach dem Vorbild des Porträt der Herzogin von Alba von Francisco de Goya. Die maskuline Schönheit der Lola de Valence inspirierte Manets Freund Zacharie Astruc zu einer Serenade, deren Text und Musik er verfasste. Manet zeichnete eine Lithographie nach seinem Gemälde Lola de Valence für den Umschlag der gedruckten Version dieser Serenade.
Die spanische Malerei blieb für Manet bis zu seinem Spätwerk eine dauernde Inspirationsquelle. Hierbei nahm Diego Velázquez eine zentrale Rolle ein, aber auch Motive von Francisco de Goya finden sich wiederholt als Vorbilder in Manets Werk; gelegentlich ist der Einfluss von El Greco zu spüren. Die Maler Murillo, Ribera und Zurbarán spielten für Manets Werk hingegen keine nennenswerte Rolle.

### Weiteres Leben

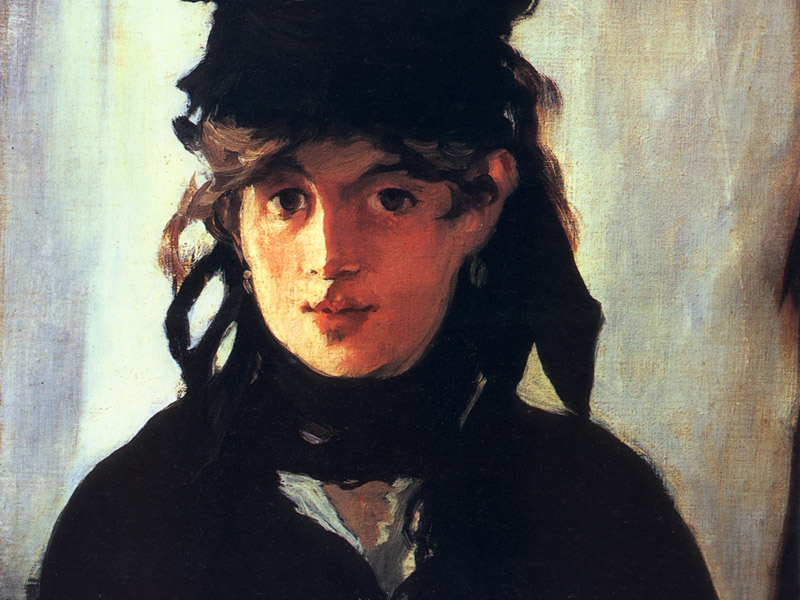
Berthe Morisot mit Veilchenstrauß (Detail), 1872 (55 × 38 cm), Musée d’Orsay, Paris

In den kommenden Jahren stieß er im Salon de Paris auf große Ablehnung. Sein Bild Das Frühstück im Grünen galt als eine Sammlung von „hässlichen nackten Frauenzimmern“, das aus Rücksicht auf das sittliche Empfinden und wegen der rohen Machart vom Salon zurückgewiesen wurde. Es wurde 1863 im Salon der Zurückgewiesenen (Salon des Refusés) ausgestellt. Im Jahr 1865 wurde das Bild Olympia im Salon zu einem großen Skandal.
Bald fand sich eine Reihe gleichgesinnter Naturalisten, von denen sich allmählich Impressionisten abspalteten. Auf junge Künstler hatte Manet einen großen Einfluss, obwohl er offiziell meist nur Ablehnung erfuhr. Den jungen Künstlern des Impressionismus war Manet freundschaftlich verbunden, betrachtete sich aber selbst dieser Stilrichtung nie zugehörig.
Grafiken, Landschaften, Porträts und Stillleben komplettieren sein Werk. Zu den ihn am meisten charakterisierenden Bildern gehören: Der tote Mann, Das Kind mit dem Degen, Olympia, Das spanische Ballett, Die Eisenbahn, Das Café-Concert, Die Canotiers von Argenteuil, Die Wäsche (1876), das Porträt seines Gesinnungsfreundes Zola, Der gute Trunk und Die Bar in den Folies-Bergère (1882).
Für das Bildnis M. Henri Rochefort wurde Manet 1882 im Salon mit einer Medaille zweiter Klasse ausgezeichnet. Im gleichen Jahr wurde er zum Ritter der Ehrenlegion ernannt.

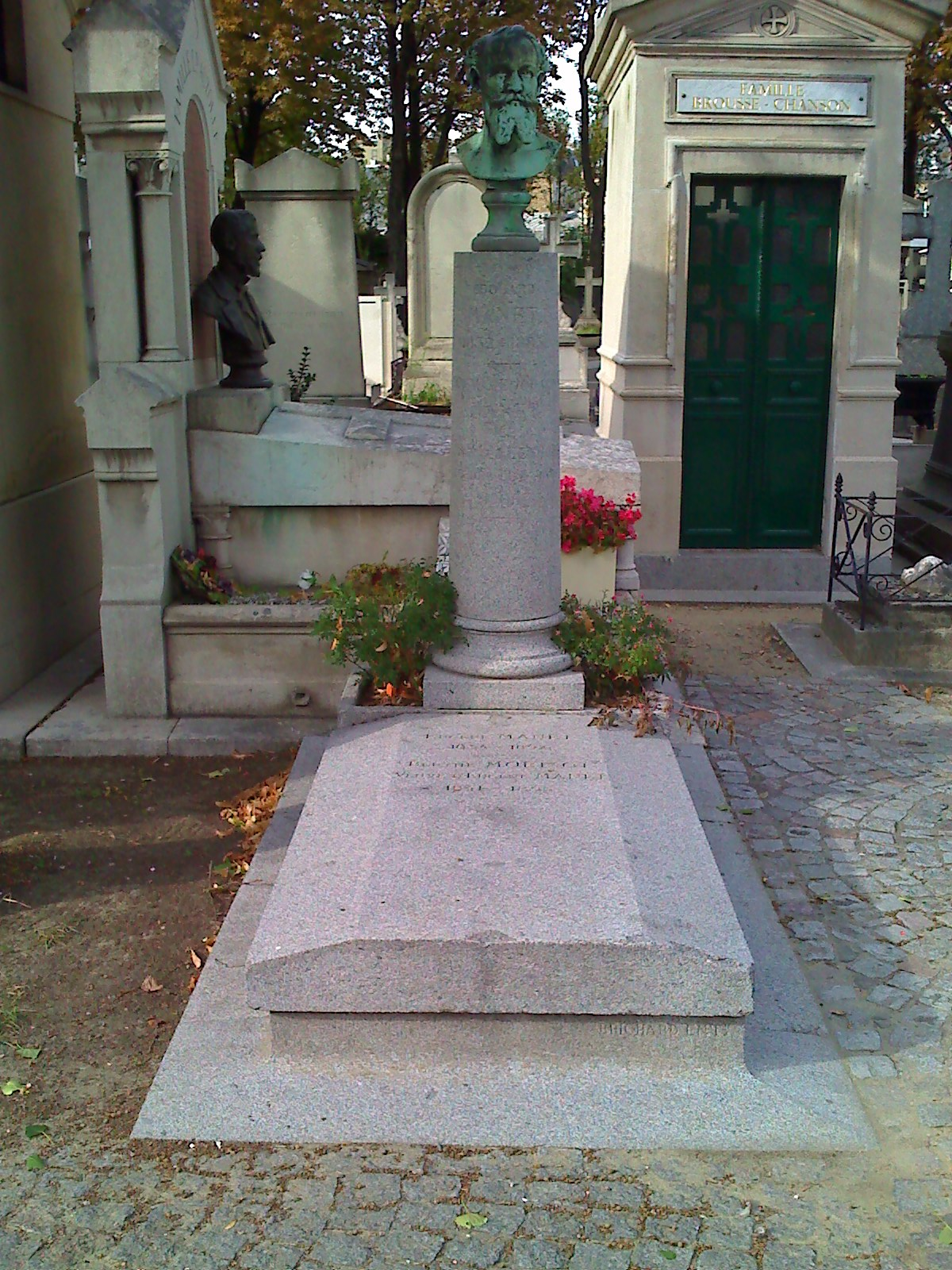
Das Grab von Manet auf dem Cimetière de Passy

1870 kam die lebenslange Freundschaft mit Edmond Duranty in eine kurzfristige Krise, nachdem Duranty eine ebenso knappe wie kritische Ausstellungskritik im Paris-Journal veröffentlicht hatte. Manet ohrfeigte daraufhin Duranty im Guerbois und traf sich mit ihm am 23. Februar 1870 im Wald von Saint-Germain zum Degenduell. Nachdem Duranty an der Brust leicht verwundet wurde, kamen beide überein, dass ihre Ehre nun wiederhergestellt sei. Alle Beteiligten, zu denen auch Manets Sekundant Émile Zola gehörte, trugen anschließend zur Legendenbildung dieser Tat in den Künstlervierteln von Batignolles und Montmartre bei.
Manet lernte Berthe Morisot, die als eine der bekanntesten Malerinnen des Impressionismus gilt, kennen und porträtierte sie zwischen 1872 und 1874 wiederholt. Ab 1874 war Manet über seinen Bruder Eugène mit Morisot verschwägert.
Seit Ende der 1870er Jahre litt Manet an Syphilis. Am 20. April 1883 wurde ihm das linke Bein amputiert. Er starb am 30. April 1883 im Alter von 51 Jahren in Paris und wurde auf dem Cimetière de Passy bestattet (Division 4, ungefähre Grablage: 48° 51′ 44,9″ N, 2° 17′ 6,9″ O). Zur Grabstelle gehört eine Büste Manets, die sein Schwager Ferdinand Leenhoff geschaffen hat.
Die öffentliche Meinung über seine Kunst wurde erst ein Jahr nach seinem Tode anlässlich einer Ausstellung seines Lebenswerks positiver.

## Werke (Auswahl)
Diese Liste enthält 39 Werke Manets, die einen repräsentativen Querschnitt durch sein Werk darstellen. Die Auswahl nahm Manet selbst vor. Es sind alle Werke, die er zum Salon de Paris einreichte (einschließlich der von der Salon-Jury abgelehnten Werke). Für das Gesamtwerk von Manet siehe den Artikel Werkverzeichnisse von Édouard Manet oder die Liste der Gemälde von Édouard Manet, Liste der Pastelle von Édouard Manet.
|  | Titel (Entstehungsjahr)                                          | Maße, Material                      | Salon de Paris | Standort                                                               |
|  | ---------------------------------------------------------------- | ----------------------------------- | -------------- | ---------------------------------------------------------------------- |
|  | Der Absinthtrinker (1858–1859)                                   | 178 cm × 103 cm Öl auf Leinwand     | 1859 abgelehnt | Ny Carlsberg Glyptotek in Kopenhagen                                   |
|  | Porträt der Eltern (1860)                                        | 110 cm × 90 cm Öl auf Leinwand      | 1861           | Musée d’Orsay in Paris                                                 |
|  | Der spanische Sänger (1860)                                      | 147,3 cm × 114,3 cm Öl auf Leinwand | 1861           | Metropolitan Museum of Art in New York                                 |
|  | Mademoiselle V … im Kostüm einer Stierkämpferin (1862)           | 165,1 cm × 127,6 cm Öl auf Leinwand | 1863 abgelehnt | Metropolitan Museum of Art in New York                                 |
|  | Junger Mann im Majo-Kostüm (1862)                                | 188 cm × 125 cm Öl auf Leinwand     | 1863 abgelehnt | Metropolitan Museum of Art in New York                                 |
|  | Das Frühstück im Grünen (1863)                                   | 208 cm × 264 cm Öl auf Leinwand     | 1863 abgelehnt | Musée d’Orsay in Paris                                                 |
|  | Olympia (1863)                                                   | 130,5 cm × 190 cm Öl auf Leinwand   | 1865           | Musée d’Orsay in Paris                                                 |
|  | Der Stierkampf Fragment aus: Episode aus einem Stierkampf (1864) | 48 cm × 108 cm Öl auf Leinwand      | 1864           | Frick Collection in New York                                           |
|  | Toter Torero Fragment aus: Episode aus einem Stierkampf (1864)   | 76 cm × 153,3 cm Öl auf Leinwand    | 1864           | National Gallery of Art in Washington, D.C.                            |
|  | Toter Christus von Engeln gehalten (1864)                        | 179 cm × 150 cm Öl auf Leinwand     | 1864           | Metropolitan Museum of Art in New York                                 |
|  | Seegefecht zwischen der Kearsarge und der Alabama (1864)         | 134 cm × 127 cm Öl auf Leinwand     | 1872           | Museum of Art in Philadelphia                                          |
|  | Verspottung Christi (1864–1865)                                  | 190,8 cm × 148,3 cm Öl auf Leinwand | 1865           | Art Institute in Chicago                                               |
|  | Der tragische Schauspieler (1865)                                | 187,2 cm × 108,1 cm Öl auf Leinwand | 1866 abgelehnt | National Gallery of Art in Washington, D.C.                            |
|  | Pfeifer (1866)                                                   | 161 cm × 97 cm Öl auf Leinwand      | 1866 abgelehnt | Musée d’Orsay in Paris                                                 |
|  | Junge Dame mit Papagei (1866)                                    | 185,1 cm × 128,6 cm Öl auf Leinwand | 1868           | Metropolitan Museum of Art in New York                                 |
|  | Porträt Zola Musée d’Orsay, Paris (1867–1868)                    | 146 cm × 114 cm Öl auf Leinwand     | 1868           | Musée d’Orsay in Paris                                                 |
|  | Der Balkon (1868)                                                | 169 cm × 125 cm Öl auf Leinwand     | 1869           | Musée d’Orsay in Paris                                                 |
|  | Das Frühstück im Atelier (1868)                                  | 118 cm × 153,9 cm Öl auf Leinwand   | 1869           | Neue Pinakothek in München                                             |
|  | Die Erschießung Kaiser Maximilians von Mexiko (1868–1869)        | 252 cm × 305 cm Öl auf Leinwand     | 1869 abgelehnt | Kunsthalle in Mannheim                                                 |
|  | Die Ruhepause (1869)                                             | 148 cm × 113 cm Öl auf Leinwand     | 1873           | Rhode Island School of Design Museum in Providence                     |
|  | Porträt Eva Gonzalès (1869–1870)                                 | 191 cm × 133 cm Öl auf Leinwand     | 1870           | National Gallery in London Dublin City Gallery The Hugh Lane in Dublin |
|  | Die Musikstunde (1870)                                           | 141 cm × 173,1 cm Öl auf Leinwand   | 1870           | Museum of Fine Arts in Boston                                          |
|  | Das gute Bockbier (1873)                                         | 94,6 cm × 83 cm Öl auf Leinwand     | 1873           | Museum of Art in Philadelphia                                          |
|  | Die Eisenbahn (1873)                                             | 93 cm × 114 cm Öl auf Leinwand      | 1874           | National Gallery of Art in Washington, D.C.                            |
|  | Die Schwalben (1873)                                             | 66 cm × 81 cm Öl auf Leinwand       | 1874 abgelehnt | Stiftung Sammlung E. G. Bührle in Zürich                               |
|  | Maskenball in der Oper (1873)                                    | 59 cm × 72,5 cm Öl auf Leinwand     | 1874 abgelehnt | National Gallery of Art in Washington, D.C.                            |
|  | Argenteuil (1874)                                                | 149 cm × 115 cm Öl auf Leinwand     | 1875           | Musée des Beaux-Arts in Tournai                                        |
|  | Im Boot (1874)                                                   | 97,2 cm × 130,2 cm Öl auf Leinwand  | 1879           | Metropolitan Museum of Art in New York                                 |
|  | Die Wäsche (1875)                                                | 145 × 115 cm Öl auf Leinwand        | 1876           | Barnes Foundation in Philadelphia                                      |
|  | Der Künstler (1875)                                              | 193 cm × 130 cm Öl auf Leinwand     | 1876           | Museu de Arte in São Paulo                                             |
|  | Faure in der Rolle des Hamlet (1877)                             | 196 cm × 131 cm Öl auf Leinwand     | 1877           | Museum Folkwang in Essen                                               |
|  | Nana (1877)                                                      | 154 cm × 115 cm Öl auf Leinwand     | 1877 abgelehnt | Kunsthalle in Hamburg                                                  |
|  | Im Wintergarten (1879)                                           | 115 cm × 150 cm Öl auf Leinwand     | 1879           | Alte Nationalgalerie in Berlin                                         |
|  | Beim Père Lathuille, im Freien (1879)                            | 92 cm × 112 cm Öl auf Leinwand      | 1880           | Musée des Beaux-Arts in Tournai                                        |
|  | Porträt Antonin Proust (1880)                                    | 129,9 cm × 95,9 cm Öl auf Leinwand  | 1880           | Museum of Art in Toledo (Ohio)                                         |
|  | Pertuiset als Löwenjäger (1880–1881)                             | 150 cm × 170 cm Öl auf Leinwand     | 1881           | Museu de Arte in São Paulo                                             |
|  | Porträt Rochefort (1881)                                         | 82 cm × 67 cm Öl auf Leinwand       | 1881           | Kunsthalle in Hamburg                                                  |
|  | Der Frühling (1881)                                              | 73 cm × 51 cm Öl auf Leinwand       | 1882           | J. Paul Getty Museum in Los Angeles                                    |
|  | Bar in den Folies-Bergère (1881–1882)                            | 96 cm × 130 cm Öl auf Leinwand      | 1882           | Courtauld Institute of Art in London                                   |

## Manet auf dem Kunstmarkt
1989 wurde Manets Gemälde „La Rue Mosnier aux drapeaux“ (Die Rue Mosnier mit Flaggen) für umgerechnet 19,8 Millionen Euro versteigert. Auch andere Manet-Gemälde erzielten zweistellige Millionenbeträge. 2010 kam eines seiner beiden Selbstporträts (Selbstporträt mit Palette) im Londoner Auktionshaus Sotheby’s zur Versteigerung und wechselte für einen Preis von 22,4 Millionen Britischen Pfund den Besitzer. Das J. Paul Getty Museum in Los Angeles erwarb am 5. November 2014 bei einer Versteigerung in der New Yorker Filiale des Auktionshauses Christie’s Manets Gemälde Der Frühling für 65.125.000 US-Dollar. Es ist der bisher höchste Preis, der für ein Werk von Manet bei einer Auktion bezahlt wurde.

## Ehrungen
In Frankreich sind mehrere Straßen nach Manet benannt. So gibt es eine Rue Édouard Manet in Paris, Asnières-sur-Seine, Créteil, Guilers, Hyères, Quincy-sous-Sénart und in Nouméa im französischen Überseegebiet Neukaledonien. Zudem findet sich eine Rue Manet in Le Blanc-Mesnil, Villepinte (Seine-Saint-Denis), Croissy-sur-Seine und Chilly-Mazarin. Eine nach Édouard Manet benannte Straße gibt es außerdem in Limassol auf Zypern und in Kiryat Ata in Israel. In Deutschland findet sich in Stuttgart ein Edouard-Manet-Weg und in Leipzig und in Berlin im Bezirk Hohenschönhausen eine Manetstraße. Darüber hinaus wurden Schulen nach Manet benannt. Er war in Frankreich Namensgeber für das Collège Édouard Manet in Marseille und das Collège Édouard Manet in Villeneuve-la-Garenne. Die Leipziger Anna-Magdalena-Bach-Schule trug bis 2014 den Namen Edouard-Manet-Schule. 2009 wurde der Asteroid (11984) Manet nach ihm benannt.

## Ausstellungen
- Ende 1910, Anfang 1911 organisierte der britische Maler und Kunstkritiker Roger Fry die Ausstellung Manet and the Post-Impressionists in den Grafton Galleries, London. Die Ausstellung prägte den Kunstbegriff Post-Impressionismus. Manet war mit neun Werken vertreten, darunter Bar in den Folies Bergères (1881/1882).
- 1992: Edouard Manet, Augenblicke der Geschichte. Städtische Kunsthalle Mannheim vom 18. Oktober 1992 bis 17. Januar 1993.
- 2013: Manet. Ritorno a Venezia, Palazzo Ducale, Venedig.
- 2016: Manet – Sehen. Der Blick der Moderne. Kunsthalle Hamburg, Hamburg, vom 27. Mai bis 4. September 2016.
- 2017/2018: Edouard Manet. Von der Heydt-Museum, Wuppertal, vom 24. Oktober 2017 bis 25. Februar 2018.
- 2021/2022: Manet und Astruc – Künstlerfreunde, Kunsthalle Bremen[7]

## Filme
- Didier Baussy-Oulianoff: Edouard Manet (Dokumentation, 55 Min.). Arthaus Musik, Halle 2008, ISBN 978-3-939873-28-0. (franz. Orig. 1989)
- Waldemar Januzczak: Manet: The Man Who Invented Modern Art (Dokumentation, 90 Min.). Großbritannien 2009.[8]
- Werner Raeune: Edouard Manet (Dokumentation, 35 Min.). Von der Heydt-Museum, Wuppertal 2017. (DVD)